# Egon Hajek
Egon Hajek (* 6. November 1888 in Kronstadt, Siebenbürgen; † 15. Mai 1963 in Wien) war ein siebenbürgischer Komponist, Buchautor, lutherischer Pfarrer in Wien und Professor für Kirchenmusik, der seinem Gau-Akt zufolge dem Nationalsozialismus nahestand.

## Leben und Wirken

### Studium, Pfarramt und erste Lehrtätigkeit
Egon Hajek studierte an der Humboldt-Universität, Berlin, der Universität Kiel und an der Loránd-Eötvös-Universität in Budapest. 1913 promovierte er zum Doktor der Philosophie. 1925 wurde er in Hermannstadt, Siebenbürgen, zum Pfarrer ordiniert. 1929 kam nach Österreich und übernahm das neue Pfarramt in Wien-Neubau; 1932 wurde er Pfarrer in Wien-Währing und -Hernals und blieb das bis 1956. Die Pfarre Wien-Währing hatte damals 20.000 Kirchenglieder und versammelte sich in der Wiener Lutherkirche, einem neugotischen Backsteinbau, mit mehr als 700 Sitzplätzen. Hajek führte Donnerstag-Abendgottesdienste (zweimal im Monat) ein, zu denen 400 Besucher kamen. 1935 wurde die Gründung eines „Lutherchores“ beschlossen.
Zur NS-Zeit war Hajek Professor für Hymnologie an der Reichshochschule für Musik in Wien (ab 1938, und auch in der Nachkriegszeit, bis 1959). Hajek übernahm 1944 die Leitung des kirchenmusikalischen Referats im Oberkirchenrat.

### In der Zeit des Nationalsozialismus
Mit seiner deutschnationalen Einstellung hegte Hajek Sympathien für den Nationalsozialismus. Sein Gau-Akt in Wien ist ungewöhnlich umfangreich (48 Blätter) und reicht bis 1944. Die Frage, ob Hajek im Militärdienst war, wird darin verneint.
1938 wurde Hajek Partei-Anwärter. In der politischen Beurteilung des Gaupersonalamtes hieß es: „Während der Verbotszeit half er mit, die SA der Bezirke 16 bis 19 im evangelischen Bund zu tarnen. Mit seiner Hilfe konnte das Volksheim Martin Luther in Ottakring eröffnet werden, das sich zur Gänze in den Händen der SA befand.“ Die Ablehnung seines Aufnahmeansuchens erfolgte Ende 1938 „da dieser Angehöriger des evangelischen Klerus ist“ – die NSDAP sah Parteimitgliedschaft und Pfarrerberuf als unvereinbar an. Hajek unterstützte die SS sowie die NSV: Am 1. April 1938 gab er eine „Aufnahme-Erklärung“ ab, um „Förderndes Mitglied der Schutzstaffel der NSDAP“ zu werden, außerdem wurde er Mitglied der Nationalsozialistischen Volkswohlfahrt (NSV).
1942 wurde Hajek von einem kirchendistanzierten Landsmann als NS-gegnerisch denunziert, ohne dass dieser jedoch klare Belege angeben konnte.
Verschiedene Beurteilungen über Hajek wurden eingeholt, ohne Folgen zu haben. Politisch wird er auch noch 1944 als „national eingestellt“ beurteilt, teilweise als „nationalsozialistisch“.
In seiner Autobiographie blickte Hajek auch auf die NS-Zeit zurück: 
„Ich habe während der ganzen Verfolgungszeit weder die Stelle an der Staatsakademie auch nur vorübergehend verloren, noch bin ich als Nazi, der ich ja nicht gewesen sein konnte, belästigt worden.“
Er verschwieg jedoch, dass er sich um die Parteimitgliedschaft bemüht hatte.

### In der Nachkriegszeit
Nach dem Ende des Krieges war Hajek einer von drei Pfarrern, die an der Evangelisch-Theologischen Fakultät der Universität Wien wirkten: Hajek als Lehrbeauftragter für Kirchenmusik. 1946 habilitierte er sich dort.
Hajek war auch Schriftsteller und Komponist, schrieb zahlreiche Romane, Novellen, Gedichte und geistliche Spiele.
Hajek starb 1963 und wurde am Evangelischen Friedhof Simmering (Grab Pfarrer 3) (im Wiener Zentralfriedhof) bestattet.

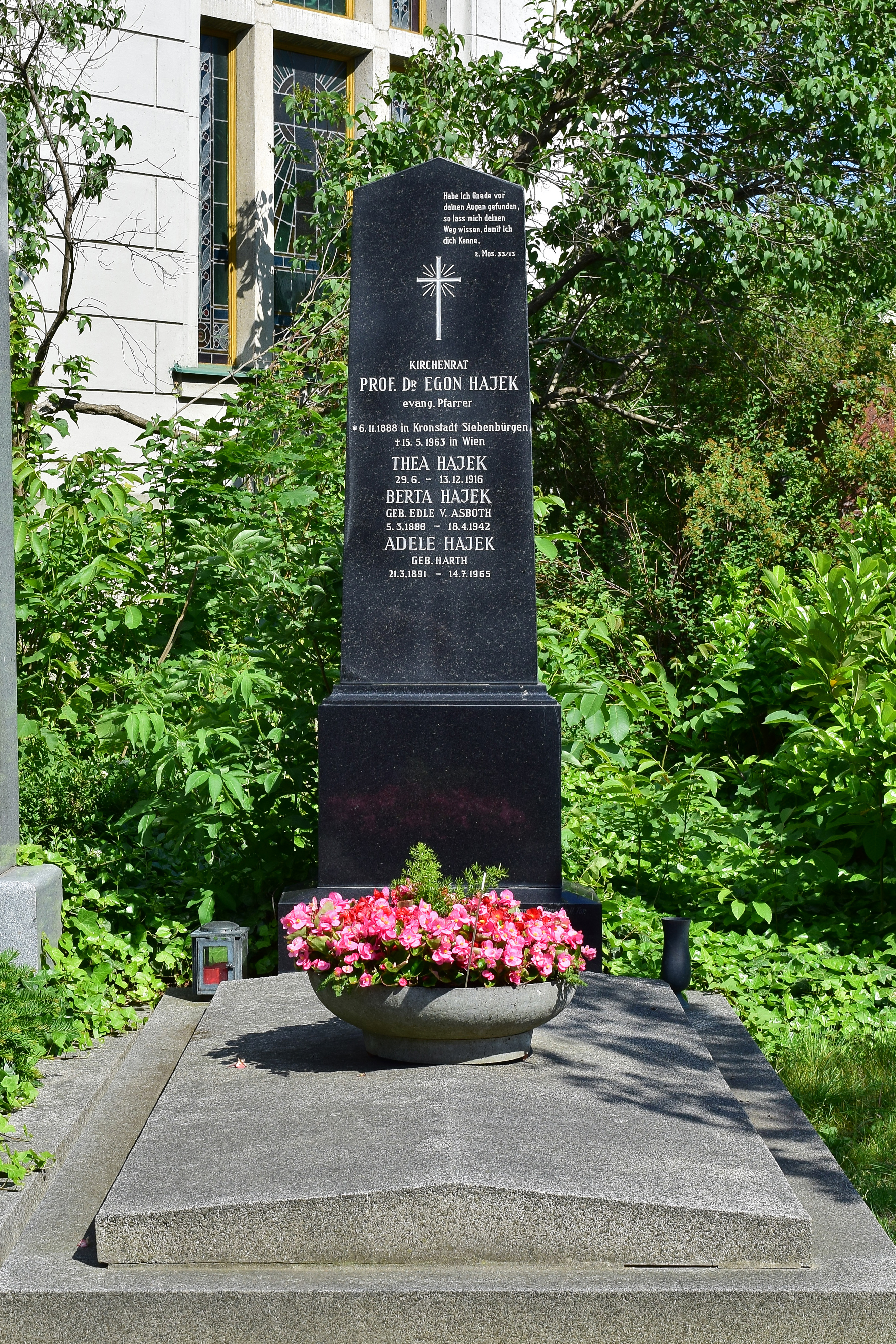
Egon-Hajek-Grabstätte am Wiener Zentralfriedhof

## Werke
- Die Musik. Ihre Gestalter und Verkünder in Siebenbürgen einst und jetzt. Musikalische Lebensbilder. Kronstadt 1927 (Digitalisat).
- Du sollst mein Zeuge sein. Lebenswege eines deutschen Bekenners. 1938.
- König Lautenschläger. Leben und Abenteuer eines fahrenden Sängers aus Siebenbürgen. 1940.
- Meister Johannes. Aus dem Werdegang der Deutschen in Siebenbürgen. 1941.
- Sturm und Stille. Gedichte. 1940.
- Der Gefangene seines Herzens. Ein Roman um Lenau. 1954.
- Wanderung unter Sternen. Erlebtes, Erhörtes und Ersonnenes (Autobiographie). Stuttgart 1958.